# Leonid Kravčuk
Leonid Makarovyč Kravčuk (in ucraino Леонід Макарович Кравчук?; Velykyj Žytyn, 10 gennaio 1934 – Monaco di Baviera, 10 maggio 2022) è stato un politico ucraino.
È stato il primo presidente dell'Ucraina indipendente, dal 1991 al 1994.
È morto il 10 maggio 2022, all’età di 88 anni, a causa di un'insufficienza cardiaca.

## Biografia
Leonid Makarovyč Kravčuk è nato il 10 gennaio 1934  nel villaggio Żytyń Wielki, nella regione della Volinia, da una famiglia di contadini di etnia ucraina. A quel tempo il villaggio faceva parte della Polonia, ed era incluso all'interno del voivodato di Volinia. La località divenne parte della Repubblica Socialista Sovietica Ucraina (RSSU) dopo l'invasione sovietica della Polonia nel 1939 quando Kravčuk era un bambino. Suo padre prestò servizio nell'esercito polacco negli anni '30 e in seguito lui e sua moglie lavorarono per gli osadnik locali (coloni polacchi). Durante la seconda guerra mondiale, il padre di Kravčuk morì in prima linea.
Kravčuk ha frequentato una scuola professionale prima di studiare economia politica marxista all'Università di Kiev. Si è laureato a 24 anni ed è diventato insegnante di economia politica a Černivci, nel sud-ovest dell'Ucraina, prima di entrare in politica. Kravčuk si è unito al Partito Comunista d'Ucraina nel 1958 ed è salito nei ranghi del partito e del suo dipartimento agitprop.

## Carriera politica

### Presidente del Soviet Supremo della SSR ucraina
Membro dell'Ufficio del Partito Comunista Ucraino nel 1989, il 23 luglio 1990 è diventato presidente del Soviet Supremo della RSS Ucraina, quindi il capo di stato nominale della repubblica. Il 24 ottobre 1990, il monopolio del Partito Comunista d'Ucraina sul potere è stato abolito e, quindi, Kravčuk è diventato anche il capo effettivo della repubblica. 

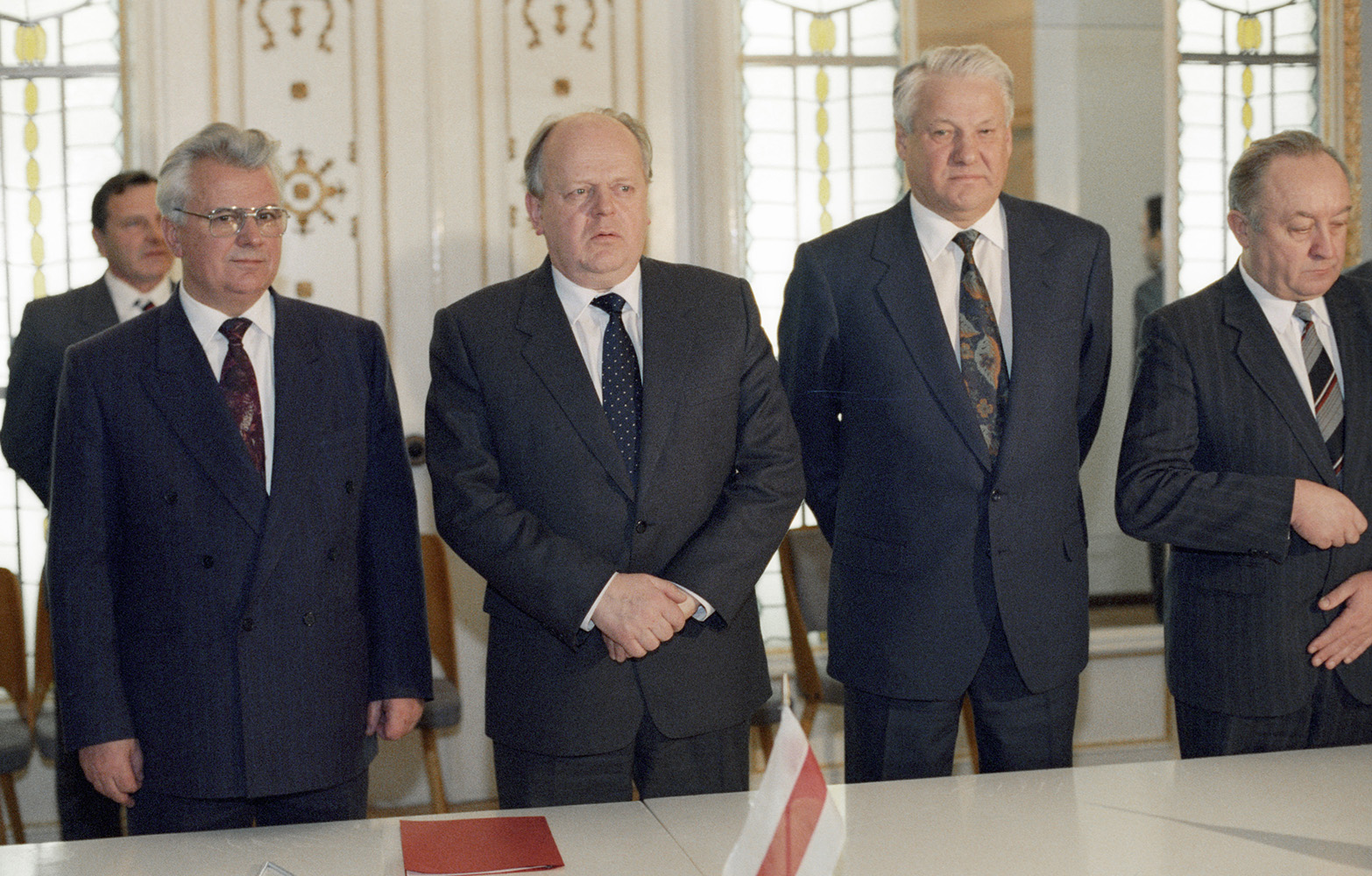
Kravčuk, Šuškevič ed El'cin all'Accordo di Belaveža

Dopo il tentativo di colpo di Stato sovietico del 19-21 agosto 1991, Kravčuk, che non sostenne il tentativo di rimuovere dal potere il leader dell'Unione Sovietica Michail Gorbačëv, si dimise dal Partito Comunista. Dopo che la Verchovna Rada approvò l'Atto di dichiarazione di indipendenza dell'Ucraina il 24 agosto, la Costituzione è stata modificata per creare la carica di presidente dell'Ucraina. Prima del voto per la dichiarazione di indipendenza dell'Ucraina, Kravčuk è stato determinante nel persuadere la maggioranza parlamentare comunista ad accettare le richieste dell'opposizione di indipendenza ucraina. I partecipanti ai colloqui di Belaveža hanno affermato che Kravčuk ha rifiutato qualsiasi tentativo di mantenere l'Unione Sovietica in corso con le riforme.
A seguito dell'Atto di dichiarazione di indipendenza dell'Ucraina Kravčuk è stato investito dei poteri presidenziali, diventando così de facto e de jure capo di stato. Nello stesso anno, il 5 dicembre 1991, gli elettori lo elessero formalmente presidente alle prime elezioni presidenziali in Ucraina. Lo stesso giorno, gli elettori hanno votato a stragrande maggioranza per la secessione dall'Unione Sovietica, una mossa che Kravčuk ha pienamente sostenuto. Ciò ha reso Kravčuk il primo capo di Stato dell'Ucraina indipendente.
L'8 dicembre 1991, a nome dell'Ucraina, firmò con il presidente della Federazione Russa (RSFSR) Boris El'cin e il presidente del Consiglio Supremo della Repubblica di Bielorussia Stanislaŭ Šuškevič l'Accordo di Belaveža per la dissoluzione dell'URSS.

### Presidente dell'Ucraina
Il 25 febbraio 1992, in qualità di Presidente dell'Ucraina, Kravčuk ha emesso il decreto presidenziale 98/92 sui cambiamenti nel sistema degli organi centrali del potere esecutivo dell'Ucraina.
Il 6 maggio 1992, Kravčuk ha incontrato George H.W. Bush negli Stati Uniti e ha firmato un accordo per la rimozione completa di tutte le armi tattiche nucleari dal territorio ucraino entro il 1º luglio, e in cambio ha ottenuto una linea di credito di 110 milioni di dollari per acquistare materie prime statunitensi. Il documento è stato firmato il 5 dicembre 1994 al vertice dell'Organizzazione per la sicurezza e la cooperazione in Europa a Budapest. In esso, l'Ucraina, all'epoca una potenza nucleare, rinunciò volontariamente alle sue armi nucleari in cambio di garanzie di sicurezza.
Kravčuk ha rafforzato la sovranità formale del paese. Ha preso una posizione pro-europea, sviluppando relazioni con l'Occidente e firmando un accordo di cooperazione con l'Unione europea. L'amministrazione Kravčuk ha rappresentato l'inizio della deprimente reputazione dell'Ucraina come paladina della corruzione e delle opportunità perse poiché Kravčuk era amico degli oligarchi e sosteneva una politica di cooperazione con Mosca.
Kravčuk ha rifiutato di mantenere le forze armate comuni e la valuta all'interno della Comunità degli Stati Indipendenti.  Il 2 luglio 1993 il Parlamento ucraino ha approvato la dichiarazione: "L'Ucraina sostiene la creazione di un sistema internazionale onnicomprensivo di sicurezza universale e tutta europea e considera la partecipazione [in esso] una componente fondamentale della sua sicurezza nazionale".
L'Ucraina sotto Kravčuk ha accolto favorevolmente l'idea dell'allargamento della NATO. Come presidente, non si è mai opposto all'espansione dell'Alleanza o alla possibilità di una futura adesione dell'Ucraina alla NATO. Ciò si rifletteva nel suo disprezzo per la cooperazione militare con le strutture eurasiatiche, come il Trattato di sicurezza collettiva della CSI di Taškent, a favore delle strutture di sicurezza europee. Ha affermato che "la migliore garanzia per la sicurezza dell'Ucraina sarebbe l'adesione alla NATO". Ha ripetuto il suo sostegno per un'adesione immediata dell'Ucraina alla NATO nel 1994.
Ucraina e Russia hanno discusso su molte questioni, incluso come dividere la flotta del Mar Nero della Marina sovietica. Nel maggio 1992, il Soviet Supremo della Russia ha votato per dichiarare illegale la concessione della Crimea all'Ucraina da parte del governo sovietico nel 1954. L'Ucraina si è opposta a questa decisione. Lo stato della presenza della flotta russa del Mar Nero a Sebastopoli e in Crimea non è stato risolto da un contratto di locazione di 20 anni fino al 1997, tre anni dopo che Kravčuk aveva lasciato l'incarico.
Sotto la guida di Kravčuk, l'economia ucraina è crollata mentre prosperava la corruzione legata alla privatizzazione dell'industria dell'era sovietica. I problemi economici dell'Ucraina hanno causato un calo della popolarità politica di Kravčuk, innescando lotte interne al governo. La tensione politica raggiunse un punto critico nell'autunno del 1993 quando l'allora primo ministro, Leonid Kuchma, si dimise. Nel 1994, in meno di tre anni di presidenza di Kravčuk, il PIL del paese si era ridotto del 40%.
Kravčuk si candidò per un secondo mandato come presidente nel 1994, ma fu sconfitto dal suo ex primo ministro Leonid Kuchma. La causa della sconfitta fu considerata l'economia stagnante.

## Vita privata
Kravčuk era sposato dal 1957 con Antonina Mychajlivna Mišura, un'insegnante di matematica. Barbara Bush, first lady degli Stati Uniti dal 1989 al 1993 e moglie del 41º presidente degli Stati Uniti George H.W. Bush, descrisse così Antonina nelle sue memorie: "Era la ragazza più simpatica, un'insegnante di matematica senza alcun interesse per la politica". Infatti raramente la moglie partecipava a eventi ufficiali con il marito. Hanno avuto un figlio, Oleksandr Leonidovyč Kravčuk (nato nel 1959), presidente della compagnia statale "Nafkom-Ahro" e l'ex FC Nafkom Brovary. Dopo che Kravčuk ha smesso di lavorare per lo Stato ucraino, ha vissuto in una dacia di proprietà statale a Konča-Zaspa.
Kravčuk ha subito un intervento chirurgico al cuore nel giugno 2021. Il 29 giugno 2021, ha così saltato la solenne riunione della Verchovna Rada in occasione della Giornata della Costituzione. Dopo l'intervento chirurgico, è stato ricoverato in terapia intensiva per un mese.

## Posizioni politiche
Si autodefinì socialdemocratico e nazionalista ucraino di sinistra.